# Danh sách xã thuộc tỉnh Tây Ninh
Tính đến ngày 1 tháng 2 năm 2020, tỉnh Tây Ninh có 94 đơn vị hành chính cấp xã, trong đó có 71 xã.
Dưới đây là danh các xã thuộc tỉnh Tây Ninh hiện nay.
| Xã             | Trực thuộc            | Diện tích (km²) | Dân số (người) | Mật độ dân số (người/km²) | Thành lập |
| -------------- | --------------------- | --------------- | -------------- | ------------------------- | --------- |
| An Bình        | Huyện Châu Thành      |                 |                |                           |           |
| An Cơ          | Huyện Châu Thành      |                 |                |                           |           |
| An Thạnh       | Huyện Bến Cầu         |                 |                |                           |           |
| Bàu Đồn        | Huyện Gò Dầu          |                 |                |                           |           |
| Bàu Năng       | Huyện Dương Minh Châu |                 |                |                           |           |
| Bến Củi        | Huyện Dương Minh Châu |                 |                |                           |           |
| Biên Giới      | Huyện Châu Thành      |                 |                |                           |           |
| Bình Minh      | Thành phố Tây Ninh    | 19,51           |                |                           |           |
| Cẩm Giang      | Huyện Gò Dầu          |                 |                |                           |           |
| Cầu Khởi       | Huyện Dương Minh Châu |                 |                |                           |           |
| Chà Là         | Huyện Dương Minh Châu |                 |                |                           |           |
| Đôn Thuận      | Thị xã Trảng Bàng     | 62,28           |                |                           |           |
| Đồng Khởi      | Huyện Châu Thành      |                 |                |                           |           |
| Hảo Đước       | Huyện Châu Thành      |                 |                |                           |           |
| Hiệp Thạnh     | Huyện Gò Dầu          |                 |                |                           |           |
| Hòa Hiệp       | Huyện Tân Biên        |                 |                |                           |           |
| Hòa Hội        | Huyện Châu Thành      |                 |                |                           |           |
| Hòa Thạnh      | Huyện Châu Thành      |                 |                |                           |           |
| Hưng Thuận     | Thị xã Trảng Bàng     | 42,87           |                |                           |           |
| Long Chữ       | Huyện Bến Cầu         |                 |                |                           |           |
| Long Giang     | Huyện Bến Cầu         |                 |                |                           |           |
| Long Khánh     | Huyện Bến Cầu         |                 |                |                           |           |
| Long Phước     | Huyện Bến Cầu         |                 |                |                           |           |
| Long Thành Nam | Thị xã Hòa Thành      | 10,91           |                |                           |           |
| Long Thuận     | Huyện Bến Cầu         |                 |                |                           |           |
| Long Vĩnh      | Huyện Châu Thành      |                 |                |                           |           |
| Lộc Ninh       | Huyện Dương Minh Châu |                 |                |                           |           |
| Lợi Thuận      | Huyện Bến Cầu         |                 |                |                           |           |
| Mỏ Công        | Huyện Tân Biên        |                 |                |                           |           |
| Ninh Điền      | Huyện Châu Thành      |                 |                |                           |           |
| Phan           | Huyện Dương Minh Châu |                 |                |                           |           |
| Phước Bình     | Thị xã Trảng Bàng     | 34,65           |                |                           |           |
| Phước Chỉ      | Thị xã Trảng Bàng     | 47,54           |                |                           |           |
| Phước Đông     | Huyện Gò Dầu          |                 |                |                           |           |
| Phước Minh     | Huyện Dương Minh Châu |                 |                |                           |           |
| Phước Ninh     | Huyện Dương Minh Châu |                 |                |                           |           |
| Phước Thạnh    | Huyện Gò Dầu          |                 |                |                           |           |
| Phước Trạch    | Huyện Gò Dầu          |                 |                |                           |           |
| Phước Vinh     | Huyện Châu Thành      |                 |                |                           |           |
| Suối Dây       | Huyện Tân Châu        |                 |                |                           |           |
| Suối Đá        | Huyện Dương Minh Châu |                 |                |                           |           |
| Suối Ngô       | Huyện Tân Châu        |                 |                |                           |           |
| Tân Bình       | Huyện Tân Biên        |                 |                |                           |           |
| Tân Bình       | Thành phố Tây Ninh    | 19,93           |                |                           |           |
| Tân Đông       | Huyện Tân Châu        |                 |                |                           |           |
| Tân Hà         | Huyện Tân Châu        |                 |                |                           |           |
| Tân Hiệp       | Huyện Tân Châu        |                 |                |                           |           |
| Tân Hòa        | Huyện Tân Châu        |                 |                |                           |           |
| Tân Hội        | Huyện Tân Châu        |                 |                |                           |           |
| Tân Hưng       | Huyện Tân Châu        |                 |                |                           |           |
| Tân Lập        | Huyện Tân Biên        |                 |                |                           |           |
| Tân Phong      | Huyện Tân Biên        |                 |                |                           |           |
| Tân Phú        | Huyện Tân Châu        |                 |                |                           |           |
| Tân Thành      | Huyện Tân Châu        |                 |                |                           |           |
| Thái Bình      | Huyện Châu Thành      |                 |                |                           |           |
| Thạnh Bắc      | Huyện Tân Biên        |                 |                |                           |           |
| Thạnh Bình     | Huyện Tân Biên        |                 |                |                           |           |
| Thanh Điền     | Huyện Châu Thành      |                 |                |                           |           |
| Thạnh Đông     | Huyện Tân Châu        |                 |                |                           |           |
| Thạnh Đức      | Huyện Gò Dầu          |                 |                |                           |           |
| Thành Long     | Huyện Châu Thành      |                 |                |                           |           |
| Thanh Phước    | Huyện Gò Dầu          |                 |                |                           |           |
| Thạnh Tân      | Thành phố Tây Ninh    | 39,13           |                |                           |           |
| Thạnh Tây      | Huyện Tân Biên        |                 |                |                           |           |
| Tiên Thuận     | Huyện Bến Cầu         |                 |                |                           |           |
| Trà Vong       | Huyện Tân Biên        |                 |                |                           |           |
| Trí Bình       | Huyện Châu Thành      |                 |                |                           |           |
| Truông Mít     | Huyện Dương Minh Châu |                 |                |                           |           |
| Trường Đông    | Thị xã Hòa Thành      | 22,89           |                |                           |           |
| Trường Hòa     | Thị xã Hòa Thành      | 18,25           |                |                           |           |
| Trường Tây     | Thị xã Hòa Thành      | 7,61            |                |                           |           |